# كالكوبيريت
كالكوبيريت هو معدن من معادن الكبريتيدات، وهو كبريتيد للنحاس والحديد، وتكون صيغة الوحدة البلورية المتكررة على الشكل CuFeS2.
يوجد عادة مع معادن أخرى للنحاس مثل البورنيت (Cu5FeS4) والكالكوسيت (Cu2S) والكوفيليت (CuS) والديغينيت (Cu9S5).
اكتشف أول مرة سنة 1725 وأسماه عالم المعادن الألماني يوهان فريدريش هينكل Johann Friedrich Henckel بهذا الاسم من الإغريقية chalkos بمعنى نحاس وpyros بمعنى نار، أي نار النحاس أو النار المتقدة.